# وزارة الاتصال (الجزائر)
وزارة الاتصال الجزائرية ، (بالفرنسية: Ministère de la communication) هي الفرع الوزاري في الحكومة الجزائرية المكلف بالاتصالات، (التلفزيون و الإذاعة و الجرائد).

## قائمة الوزراء
| محمد حاج حمو                                     | وزير الإعلام                                     | 27 سبتمبر 1962-18 أفريل 1963       | حكومة بن بلة الأولى                                      |
| مولود بولعوان                                    | وزير الإعلام                                     | 18 أفريل 1963-18 سبتمبر 1963       | حكومة بن بلة الأولى                                      |
| لا وجود للحقيبة الوزارية في حكومة بن بلة الثانية |                                                  |                                    |                                                          |
| لا وجود للحقيبة الوزارية في حكومة بن بلة الثالثة |                                                  |                                    |                                                          |
| شريف بلقاسم                                      | وزير التربية الوطنية والاعلام                    | 20 يونيو 1965 -10 يوليو 1965       | حكومة بومدين الأولى                                      |
| بشير بومعزة                                      | وزير الإعلام                                     | 10 يوليو 1965-6 أكتوبر 1966        | حكومة بومدين الثانية                                     |
| محمد الصديق بن يحيى                              | وزير الأنباء                                     | 24 أكتوبر 1966-21 يوليو 1970       | حكومة بومدين الثانية                                     |
| أحمد طالب الإبراهيمي                             | وزير الإعلام والثقافة                            | 1970-1977                          | حكومة بومدين الثالثة                                     |
| رضا مالك                                         | وزير الإعلام والثقافة                            | 1977-1978                          | حكومة بومدين الرابعة                                     |
| عبد الحميد مهري                                  | وزير الإعلام والثقافة                            | 1979-1980                          | حكومة عبد الغاني الأولى                                  |
| عبد الحميد مهري                                  | وزير الإعلام والثقافة                            | 1980-1982                          | حكومة عبد الغاني الثانية                                 |
| بوعلام بسايح                                     | وزير الإعلام                                     | 1982-1984                          | حكومة عبد الغاني الثالثة                                 |
| بشير رويس                                        | وزير الإعلام                                     | 1984-1986                          | حكومة الإبراهيمي الأولى                                  |
| بشير رويس                                        | وزير الإعلام                                     | 1986-1988                          | حكومة الإبراهيمي الثانية                                 |
| محمد علي عمار                                    | وزير الإعلام والثقافة                            | 1988-1989                          | حكومة مرباح                                              |
| لا وجود للحقيبة الوزارية في حكومة حمروش الأولى   |                                                  |                                    |                                                          |
| لا وجود للحقيبة الوزارية في حكومة حمروش الثانية  |                                                  |                                    |                                                          |
| الشيخ بوعمران                                    | وزير الاتصال والثقافة                            | 1991                               | حكومة غزالي الأولى                                       |
| أبو بكر بلقايد                                   | وزير الاتصال                                     | 16 أكتوبر 1991 - 22 فبراير 1992    | حكومة غزالي الثانية                                      |
| أبو بكر بلقايد                                   | وزير الاتصال والثقافة                            | 22 فبراير 1992 - 19 يوليو 1992     | حكومة غزالي الثالثة                                      |
| حبيب شوقي حمراوي                                 | وزير الاتصال والثقافة                            | 1992-1993                          | حكومة عبد السلام                                         |
| محمد مرزوق                                       | وزير الثقافة والاتصال                            | 21 أغسطس 1993-11 أبريل 1994        | حكومة مالك                                               |
| محمد بن عمر زرهوني                               | وزير الاتصال                                     | 15 أبريل 1994-7 مارس 1995          | حكومة سيفي الأولى                                        |
| لمين بشيشي                                       | وزير الاتصال                                     | 7 مارس 1995 -27 نوفمبر 1995        | حكومة سيفي الأولى                                        |
| لمين بشيشي                                       | وزير الاتصال                                     | 1995                               | حكومة سيفي الثانية                                       |
| ميهوبي الميهوب                                   | وزير الاتصال والثقافة                            | 1995-1997                          | حكومة أويحيى الأولى                                      |
| حبيب شوقي حمراوي                                 | وزير الاتصال والثقافة الناطق الرسمي بإسم الحكومة | 1997-1998                          | حكومة أويحيى الثانية                                     |
| عبد العزيز رحابي                                 | وزير الاتصال والثقافة، الناطق الرسمي للحكومة     | 1998-1999                          | حكومة حمداني                                             |
| عبد المجيد تبون                                  | وزير الاتصال والثقافة                            | 1999-2000 (منصب ترك شاغرا 2 شهرين) | حكومة بن بيتور                                           |
| محي الدين عميمور                                 | وزير الاتصال والثقافة                            | 2000-2001                          | حكومة بن فليس الأولى                                     |
| محمد عبو                                         | وزير الاتصال والثقافة                            | 2001-2002                          | حكومة بن فليس الثانية                                    |
| خليدة تومي                                       | وزير الاتصال والثقافة ناطقة رسمية بإسم الحكومة   | 2002-2003 2003-2004                | حكومة بن فليس الثالثة حكومة أويحيى الثالثة               |
| بوجمعة هيشور                                     | وزير الاتصال                                     | 1 ماي 2005-19 أفريل 2004           | حكومة أويحيى الرابعة                                     |
| لا وجود للحقيبة الوزارية في حكومة أويحيى الخامسة |                                                  |                                    |                                                          |
| الهاشمي جيار                                     | وزير الاتصال                                     | 25 ماي 2006-4 جوان 2007            | حكومة بلخادم الأولى                                      |
| عبد الرشيد بوكرزازة                              | وزير الاتصال                                     | 2006-2007                          | حكومة بلخادم الثانية حكومة أويحيى السادسة                |
| عز الدين ميهوبي                                  | كاتب الدولة لدى الوزير الأول مكلف بالإتصال       | 2007-2008                          | حكومة أويحيى السابعة حكومة أويحيى الثامنة                |
| ناصر مهل                                         | وزير الاتصال                                     | 2010-2012                          | حكومة أويحيى التاسعة                                     |
| بلعيد محند أوسعيد                                | وزير الاتصال                                     | 2012-2013                          | حكومة سلال الأولى                                        |
| عبد القادر مساهل                                 | وزير الاتصال                                     | 2013-2014                          | حكومة سلال الثانية                                       |
| حميد قرين                                        | وزير الاتصال                                     | 2014-2017                          | حكومة سلال الثالثة حكومة سلال الرابعة حكومة سلال الخامسة |
| جمال كعوان                                       | وزير الاتصال                                     | 2017-2019                          | حكومة تبون حكومة أويحيى العاشرة                          |
| حسن رابحي                                        | وزير الإتصال، الناطق الرسمي للحكومة              | 31 مارس 2019-                      | حكومة بدوي                                               |
| محمد بوسليماني                                   | وزير الاتصال                                     | نوفمبر 2021 -                      | حكومة بن عبد الرحمان                                     |

## وصلات خارجية
- الموقع الرسمي لوزارة الاتصال الجزائرية
- البث التلفزيوني الجزائري